# Света Богородица Пречиста (Любойно)
„Въведение на Пресвета Богородица“ или „Света Богородица Пречиста“ (на македонска литературна норма: „Света Богородица Пречиста“) е църква в село Любойно, Преспа, част от Преспанско-Пелагонийската епархия на Македонската православна църква – Охридска архиепископия.
Църквата разположена в източния дял на Любойно. През годините в нея са правени много промени. Представлява малка еднокорабна сграда с полукръгла апсида на изток и вход от запад. На югозападния ъгъл има неизмазан камък, на който е издълбана годината 1852. Част от иконите на иконостаса също говорят, че в средата на ХІХ век са правени сериозни промени в храма. Другата част от иконите са от периода 1929 – 1937 година. На източната стена на олтарното пространство е запазена живопис, която според стиловите си характеристики се датира в XVII век. Внимание заслужават композициите Богородица с Христос в калотата на апсидата и Възнесение Христово в горните партии.